# Thesium spicatum
Thesium spicatum är en sandelträdsväxtart som beskrevs av Carl von Linné. Thesium spicatum ingår i släktet spindelörter, och familjen sandelträdsväxter. Inga underarter finns listade i Catalogue of Life.